# App Inventor
 (septembre 2020).
Si vous disposez d'ouvrages ou d'articles de référence ou si vous connaissez des sites web de qualité traitant du thème abordé ici, merci de compléter l'article en donnant les références utiles à sa vérifiabilité et en les liant à la section « Notes et références ».
App Inventor pour Android est un logiciel de développement d'applications créé par Google, pour pallier la difficulté d'utilisation de Android Studio par des débutants. Il est actuellement entretenu par le Massachusetts Institute of Technology (MIT).
Il simplifie le développement des applications sous Android et le rend accessible même pour les novices et ceux qui ne sont pas familiers avec les langages de programmation. Il est basé sur une interface graphique similaire à Scratch et à celle de StarLogo TNG. Grâce à son interface entièrement graphique et à l'absence totale de ligne de code, il est particulièrement adapté à l'initiation des enfants à la programmation, et ce dès l'école primaire.
Google publie ce logiciel le 15 décembre 2010 et met fin à son activité le 31 décembre 2011. Dès l'été 2011, Google travaille sur un projet similaire Blockly, développé cette fois en JavaScript. Depuis le retrait de Google, c'est le centre d'études mobiles au MIT qui gère le support technique de cette application sous le nouveau nom "MIT App Inventor".